# The Left Right Game

The Left Right Game (« Quelqu'un a-t-il entendu parler du jeu gauche/droite ? ») est un podcast d'horreur et de science-fiction écrit par Jack Anderson, datant de 2020, et se basant sur la série éponyme et du même auteur initialement publié sur le subreddit r/nosleep en 2017. Il est produit par QCODE (en), Automatik et Tessa Thompson.

## Intrigue
Alice Sharman est une journaliste qui enquête sur l'histoire d'un jeu qui mène à une réalité alternative. Elle rejoint un convoi d'enquêteurs paranormaux pour enquêter sur le cas.

## Casting
- Tessa Thompson dans le rôle d'Alice Sharman
- Aml Ameen dans le rôle de Tom
- W. Earl Brown dans le rôle de Robert Guthard (dit « Rob »)
- Dayo Okeniyi dans le rôle d'Apollo
- Inanna Sarkis dans le rôle de Lilith
- Jojo T. Gibbs dans le rôle d'Eve
- Bryan Greenberg dans le rôle d'Ace
- Robin Bartlett dans le rôle de Bonnie
- John Billingsley dans le rôle de Clyde
- Colleen Camp dans le rôle de Blue Jay
- Jane Wall dans le rôle de Mom
- Louise Lombard dans le rôle du Dr Moss
- Pat Healy dans le rôle de l'auto-stoppeur
- Anna Popplewell dans le rôle de Laura
- Glenn Plummer dans le rôle de M. Sharman
- Ellery Sprayberry dans le rôle de Myra
- Amy Letcher dans le rôle de Jasmine

## Retour critique
La série a reçu des critiques positives, notamment pour son utilisation du panoramique audio pour créer une expérience de son surround,.

### Distinctions
| Année | Prix                            | Catégorie                                 | Récipiendaire                                     | Résultat | Ref.  |
| ----- | ------------------------------- | ----------------------------------------- | ------------------------------------------------- | -------- | ----- |
| 2021  | iHeartRadio Podcast Awards (en) | Meilleur podcast de fiction               | /                                                 | Nominé   | [ 4 ] |
| 2021  | Ambies (en)                     | Meilleure production et conception sonore | Ryan Walsh, Matt Yocum, Will Files, Ryan Sullivan | Remporté | [ 5 ] |
| 2021  | Ambies (en)                     | Meilleur interprète en fiction audio      | Tessa Thompson                                    | Remporté | [ 5 ] |
| 2021  | Ambies (en)                     | Meilleur podcast de fiction               | /                                                 | Nominé   | [ 6 ] |
| 2021  | Ambies (en)                     | Meilleur scénario, fiction                | /                                                 | Nominé   | [ 6 ] |

## Série télévisée
Amazon Studios a obtenu les droits de The Left Right Game, Tessa Thompson devant être productrice exécutive de la série,. Jack Anderson écrira la série et en sera également le producteur exécutif.